# Renaissance World Tour
Renaissance World Tour foi a sexta turnê da cantora americana Beyoncé, em suporte ao seu sétimo álbum de estúdio Renaissance (2022). A turnê foi oficialmente anunciada em 1 de fevereiro de 2023 e percorreu estádios na Europa e América do Norte, começando em 10 de maio de 2023 no Friends Arena em Estocolmo, Suécia e finalizando em 1 de outubro de 2023 no Arrowhead Stadium em Kansas City (Missouri). Foi sua segunda turnê com apresentações em estádios após a The Formation World Tour.

## Repertório
O repertório abaixo é representativo do concerto ocorrido em Estocolmo, na Suécia em 11 de maio de 2023, podendo não corresponder necessariamente aos outros shows da turnê.
Ato de Abertura
1. "Dangerously in Love 2" (precedido pelo vídeo de introdução "The Signboard")
2. "Flaws and All" (contém trechos de "Adventures in the Land of Music")
3. "1+1" feat. Emily Bear ao piano / "I'm Goin' Down" (contém trechos de "Partition")[5]
4. "I Care"

Renaissance
1. "I'm That Girl" (contém trechos de "Apeshit") (precedido pelo interlúdio "Renaissance" contendo trechos de "Cuff It", "Energy" e "Break My Soul")
2. "Cozy" (contém trechos de "Feels Like")
3. "Alien Superstar" (contém trechos de "Sweet Dreams")
4. "Lift Off"

"7/11" (dance break do Les Twins) (contém trechos de "My House" de Chuck Roberts)
Motherboard
1. "Cuff It" / "Cuff It (Wetter Remix)" (contém trechos de "A Night to Remember") (precedido pelo interlúdio "Motherboard" contendo trechos de "Can You Feel It")
2. "Energy" (contém trechos de "End of Time" e "Countdown")
3. "Break My Soul" / "Break My Soul (The Queens Remix)" (contém trechos de "Shake Your Body (Down To The Ground)")

Opulence
1. "Formation" (precedido pelo interlúdio "Opulence" contendo trechos de "No Angel", "Pure/Honey" e "Ghost")
2. "Diva" (contém trechos de "Countdown" e "Just Wanna Rock")
3. "Run the World (Girls)"
4. "My Power" (contém trechos de "Tanzania" e "Alright")
5. "Black Parade"
6. "Savage Remix" (contém trechos de "Yoncé")
7. "Partition"

Anointed
1. "Church Girl" (precedido pelo interlúdio "Anointed" contendo trechos de "Yoncé" e "Family Feud")
2. "Get Me Bodied"
3. "Before I Let Go" (contém trechos de "Freakum Dress")
4. "Rather Die Young"
5. "Love on Top" (contém trechos de "I Want You Back")
6. "Crazy in Love" (contém trechos de "Work It Out", "Green Light" e "Freedom")

"Love Hangover" (intermissão dos backing vocals)
1. "Plastic Off the Sofa"
2. "Virgo's Groove" / "Naughty Girl" (contém trechos de "Rocket", "Cater 2 U", "Signs", "Speechless", "Say My Name" e "Dance for You")
3. "Move" (contém trechos de "Move Ya Body" e "Free Mind")
4. "Heated"

"Already" (dance break do Les Twins)
Mind Control
1. "America Has a Problem" (precedido pelo interlúdio "Mind Control" contendo trechos de "Ghost", "Haunted", "Bootylicious", "Jumpin', Jumpin' e "Single Ladies (Put a Ring on It)")
2. "Pure/Honey" (contém trechos de "Blow" e "Cuff It" seguido por um dance break ballroom)

Encore
1. "Summer Renaissance"

- Na noite de abertura da turnê em Estocolmo, na Suécia, Beyoncé performou "Thique" (contendo trechos de "End of Time" e "Toxic"), "All Up in Your Mind" e "Drunk in Love" antes do dance break de "Already", seguido por "Heated" e um vídeo interlúdio adicional intitulado "Memories Through My Wires" contendo trechos de "Kitty Kat", "Flawless", "Find Your Way Back", "Nuclear", "End of Time" e "Heard About Us". Além da noite de abertura, essas canções foram performadas no terceiro show em Atlanta, nos três shows em Inglewood e nos dois shows em Houston.
- A partir do show em Edimburgo, no Reino Unido, Beyoncé incorporou elementos da versão remix de "America Has a Problem" com Kendrick Lamar na performance da canção. Kendrick subiu ao palco no terceiro show em Inglewood para performar o remix com Beyoncé.
- A partir do show em Paris, a filha mais velha de Beyoncé, Blue Ivy Carter, subiu ao palco em shows específicos para dançar durante "My Power" e "Black Parade". Posteriormente ela foi creditada como dançarina nos créditos oficiais da turnê.
- A partir dos shows em Londres, Beyoncé adicionou "River Deep - Mountain High" de Tina Turner ao repertório como uma homenagem à cantora após seu falecimento.
- No show em Hamburgo, Beyoncé performou parte de "My Power" à capela em homenagem ao irmão de Amari Marshall, capitã de dança da turnê, que havia falecido. A dançarina subiu ao palco apenas neste segmento, em um momento de silêncio.
- No terceiro show em Inglewood, Diana Ross subiu ao palco e se juntou aos backing vocals para cantar "Love Hangover" e fazer uma surpresa de aniversário a Beyoncé.
- Nos dois shows em Houston, Megan Thee Stallion se juntou a Beyoncé para performar "Savage Remix".

## Datas
| Data                   | Cidade          | País           | Local                            | Público                      | Receita         |
| ---------------------- | --------------- | -------------- | -------------------------------- | ---------------------------- | --------------- |
| 10 de maio de 2023     | Estocolmo       | Suécia         | Friends Arena                    | 90,169 / 90,169 (100%)       | US$ 10,825,038  |
| 11 de maio de 2023     | Estocolmo       | Suécia         | Friends Arena                    | 90,169 / 90,169 (100%)       | US$ 10,825,038  |
| 14 de maio de 2023     | Bruxelas        | Bélgica        | Estádio Rei Balduíno             | 53,062 / 53,062 (100%)       | US$ 7,193,042   |
| 17 de maio de 2023     | Cardiff         | Reino Unido    | Principality Stadium             | 52,756 / 52,756 (100%)       | US$ 7,426,645   |
| 20 de maio de 2023     | Edimburgo       | Reino Unido    | Murrayfield Stadium              | 55,834 / 55,834 (100%)       | US$ 8,485,139   |
| 23 de maio de 2023     | Sunderland      | Reino Unido    | Stadium of Light                 | 44,790 / 44,790 (100%)       | US$ 6,727,118   |
| 26 de maio de 2023     | Paris           | França         | Stade de France                  | 68,624 / 68,624 (100%)       | US$ 10,081,566  |
| 29 de maio de 2023     | Londres         | Reino Unido    | Tottenham Hotspur Stadium        | 240,330 / 240,330 (100%)     | US$ 42,109,921  |
| 30 de maio de 2023     | Londres         | Reino Unido    | Tottenham Hotspur Stadium        | 240,330 / 240,330 (100%)     | US$ 42,109,921  |
| 1 de junho de 2023     | Londres         | Reino Unido    | Tottenham Hotspur Stadium        | 240,330 / 240,330 (100%)     | US$ 42,109,921  |
| 3 de junho de 2023     | Londres         | Reino Unido    | Tottenham Hotspur Stadium        | 240,330 / 240,330 (100%)     | US$ 42,109,921  |
| 4 de junho de 2023     | Londres         | Reino Unido    | Tottenham Hotspur Stadium        | 240,330 / 240,330 (100%)     | US$ 42,109,921  |
| 8 de junho de 2023     | Barcelona       | Espanha        | Estádio Olímpico Lluís Companys  | 52,889 / 52,889 (100%)       | US$ 7,395,529   |
| 11 de junho de 2023    | Marselha        | França         | Orange Vélodrome                 | 56,352 / 56,352 (100%)       | US$ 7,769,010   |
| 15 de junho de 2023    | Colônia         | Alemanha       | RheinEnergie Stadion             | 41,166 / 41,166 (100%)       | US$ 5,952,252   |
| 17 de junho de 2023    | Amesterdã       | Países Baixos  | Johan Cruijff Arena              | 97,657 / 97,657 (100%)       | US$ 14,221,976  |
| 18 de junho de 2023    | Amesterdã       | Países Baixos  | Johan Cruijff Arena              | 97,657 / 97,657 (100%)       | US$ 14,221,976  |
| 21 de junho de 2023    | Hamburgo        | Alemanha       | Volkspark Stadion                | 43,335 / 43,335 (100%)       | US$ 6,305,062   |
| 24 de junho de 2023    | Frankfurt       | Alemanha       | Deutsche Bank Park               | 42,280 / 42,280 (100%)       | US$ 6,595,823   |
| 27 de junho de 2023    | Varsóvia        | Polônia        | Estádio Nacional de Varsóvia     | 108,141 / 108,141 (100%)     | US$13,269,598   |
| 28 de junho de 2023    | Varsóvia        | Polônia        | Estádio Nacional de Varsóvia     | 108,141 / 108,141 (100%)     | US$13,269,598   |
| 8 de julho de 2023     | Toronto         | Canadá         | Rogers Centre                    | 76,578 / 76,578 (100%)       | US$ 18,297,928  |
| 9 de julho de 2023     | Toronto         | Canadá         | Rogers Centre                    | 76,578 / 76,578 (100%)       | US$ 18,297,928  |
| 12 de julho de 2023    | Filadélfia      | Estados Unidos | Lincoln Financial Field          | 52,181 / 52,181 (100%)       | US$ 11,976,831  |
| 15 de julho de 2023    | Nashville       | Estados Unidos | Nissan Stadium                   | 44,742 / 44,742 (100%)       | US$ 9,412,176   |
| 17 de julho de 2023    | Louisville      | Estados Unidos | L&N Federal Credit Union Stadium | 41,818 / 41,818 (100%)       | US$ 6,450,896   |
| 20 de julho de 2023    | Minneapolis     | Estados Unidos | Huntington Bank Stadium          | 39,415 / 39,415 (100%)       | US$ 8,217,178   |
| 22 de julho de 2023    | Chicago         | Estados Unidos | Soldier Field                    | 97,686 / 97,686 (100%)       | US$ 30,115,863  |
| 23 de julho de 2023    | Chicago         | Estados Unidos | Soldier Field                    | 97,686 / 97,686 (100%)       | US$ 30,115,863  |
| 26 de julho de 2023    | Detroit         | Estados Unidos | Ford Field                       | 44,554 / 44,554 (100%)       | US$ 9,963,756   |
| 29 de julho de 2023    | East Rutherford | Estados Unidos | MetLife Stadium                  | 106,056 / 106,056 (100%)     | US$ 33,082,997  |
| 30 de julho de 2023    | East Rutherford | Estados Unidos | MetLife Stadium                  | 106,056 / 106,056 (100%)     | US$ 33,082,997  |
| 1 de agosto de 2023    | Foxborough      | Estados Unidos | Gillette Stadium                 | 49,740 / 49,740 (100%)       | US$ 13,801,160  |
| 5 de agosto de 2023    | Landover        | Estados Unidos | FedEx Field                      | 97,909 / 97,909 (100%)       | US$ 29,392,299  |
| 6 de agosto de 2023    | Landover        | Estados Unidos | FedEx Field                      | 97,909 / 97,909 (100%)       | US$ 29,392,299  |
| 9 de agosto de 2023    | Charlotte       | Estados Unidos | Bank of America Stadium          | 53,612 / 53,612 (100%)       | US$ 12,227,012  |
| 11 de agosto de 2023   | Atlanta         | Estados Unidos | Mercedes-Benz Stadium            | 156,317 / 156,317 (100%)     | US$ 39,849,890  |
| 12 de agosto de 2023   | Atlanta         | Estados Unidos | Mercedes-Benz Stadium            | 156,317 / 156,317 (100%)     | US$ 39,849,890  |
| 14 de agosto de 2023   | Atlanta         | Estados Unidos | Mercedes-Benz Stadium            | 156,317 / 156,317 (100%)     | US$ 39,849,890  |
| 16 de agosto de 2023   | Tampa           | Estados Unidos | Raymond James Stadium            | 55,408 / 55,408 (100%)       | US$ 13,158,166  |
| 18 de agosto de 2023   | Miami Gardens   | Estados Unidos | Hard Rock Stadium                | 47,487 / 47,487 (100%)       | US$ 14,362,704  |
| 21 de agosto de 2023   | St. Louis       | Estados Unidos | The Dome at America's Center     | 45,836 / 45,836 (100%)       | US$ 7,064,451   |
| 24 de agosto de 2023   | Glendale        | Estados Unidos | State Farm Stadium               | 54,705 / 54,705 (100%)       | US$ 8,226,165   |
| 26 de agosto de 2023   | Paradise        | Estados Unidos | Allegiant Stadium                | 86,466 / 86,466 (100%)       | US$ 25,784,512  |
| 27 de agosto de 2023   | Paradise        | Estados Unidos | Allegiant Stadium                | 86,466 / 86,466 (100%)       | US$ 25,784,512  |
| 30 de agosto de 2023   | Santa Clara     | Estados Unidos | Levi's Stadium                   | 49,613 / 49,613 (100%)       | US$ 15,402,846  |
| 1 de setembro de 2023  | Inglewood       | Estados Unidos | SoFi Stadium                     | 155,567 / 155,567 (100%)     | US$ 45,540,402  |
| 2 de setembro de 2023  | Inglewood       | Estados Unidos | SoFi Stadium                     | 155,567 / 155,567 (100%)     | US$ 45,540,402  |
| 4 de setembro de 2023  | Inglewood       | Estados Unidos | SoFi Stadium                     | 155,567 / 155,567 (100%)     | US$ 45,540,402  |
| 11 de setembro de 2023 | Vancouver       | Canadá         | BC Place                         | 38,342 / 38,342 (100%)       | US$ 7,900,024   |
| 14 de setembro de 2023 | Seattle         | Estados Unidos | Lumen Field                      | 56,763 / 56,763 (100%)       | US$ 12,459,518  |
| 21 de setembro de 2023 | Arlington       | Estados Unidos | AT&T Stadium                     | 52,953 / 52,953 (100%)       | US$ 13,849,491  |
| 23 de setembro de 2023 | Houston         | Estados Unidos | NRG Stadium                      | 123,308 / 123,308 (100%)     | US$ 31,332,332  |
| 24 de setembro de 2023 | Houston         | Estados Unidos | NRG Stadium                      | 123,308 / 123,308 (100%)     | US$ 31,332,332  |
| 27 de setembro de 2023 | Nova Orleães    | Estados Unidos | Caesars Superdome                | 49,265 / 49,265 (100%)       | US$ 10,802,708  |
| 1 de outubro de 2023   | Kansas City     | Estados Unidos | GEHA Field at Arrowhead Stadium  | 53,150 / 53,150 (100%)       | US$ 9,290,057   |
| Total                  | Total           | Total          | Total                            | 2,776,855 / 2,776,855 (100%) | US$ 579,813,546 |

### Shows cancelados
| Data                | Cidade     | País           | Local            | Motivo                          | Ref.  |
| ------------------- | ---------- | -------------- | ---------------- | ------------------------------- | ----- |
| 3 de agosto de 2023 | Pittsburgh | Estados Unidos | Acrisure Stadium | Problemas de logística e agenda | [ 6 ] |